# 仁木町
仁木町（にきちょう）は、北海道の後志総合振興局の北部に位置する町。1964年（昭和39年）11月1日に旧大江村が改称するとともに町制を施行して成立した。果樹栽培が盛んな町である。

## 地理
町域は余市川流域とその周りの山地である。余市川は「し」の字を描くように、町の南東から入って北に抜ける。川は上流で赤井川村を流れ、下流部の河口付近は余市町中心部なので、仁木町は余市川の中流に広がっていることになる。仁木町内で両岸に1、2キロメートル幅の平地があり、最も川下にあたる町境付近では幅4キロメートルほどにもなる。その平地は、川上の大江地区までは主に水田に利用され、仁木地区では山の裾野とともに果樹園に利用されている。町の中心市街は仁木地区の仁木駅前と国道5号沿いに広がる。
余市川沿いの住所地名は川上側から、尾根内、長沢南、銀山、その川下に大江、さらに下流の平野に南町・東町・西町・北町となる。余市川下流で、平地は川の東に発達し、西は狭い。その狭い西側流域には、川上側から、然別川の合流点付近に然別、砥の川の合流点付近に砥の川、仁木町中心部と川をはさんで向かい合い旭台がある。
- 山: 大黒山（724.8m）、二ツ森（679.7m）、銀山（640.5m）、頂白山（460.8m）
- 河川: 余市川、砥の川、然別川、ポン然別川、大黒川、土木川

### 隣接している自治体
- 後志総合振興局
  - 余市郡：余市町、赤井川村
  - 虻田郡：倶知安町
  - 岩内郡：共和町
  - 古平郡：古平町

## 歴史
1879年（明治12年）11月に、仁木竹吉（にき たけよし）ら360余名が徳島県（現在の徳島県吉野川市）から集団で入植したのが和人定住の始まりで、翌年に仁木村が成立した。仁木町の名は仁木竹吉にちなむ。山口県からの移民を中心に、1883年（明治16年）3月に大江村が成立した。大江は、長州藩を支配した毛利氏の祖先とされる大江広元にちなむ。1920年の人口は、5476人であった。仁木では早くからリンゴの栽培が盛んで、現在まで果樹園が広がる。一方、大江では米作りが盛んであったので、稲と林檎が町の産業の二つの柱であった。20世紀後半になるとサクランボ、ブドウも加えた果樹の比重が高まった。

### 沿革
- 1902年（明治35年）4月1日 - 北海道一・二級町村制施行に伴い余市郡仁木村、大江村、山道村の区域をもって二級町村制の大江村（おおえむら）が成立。
- 1915年（大正4年）4月1日 - 一級町村制を施行。
- 1964年（昭和39年）11月1日 - 町制施行後、改称して仁木町となる。

## 行政
- 町長：佐藤　聖一郎

## 経済

### 産業
山が多いため、耕地は町の面積の10.5%（2002年（平成14年））しかないが、主な産業は農業である。特に仁木地区で果樹の栽培が盛んで、リンゴ、ブドウ、サクランボが作られる。野菜も盛んに作られる。水田は耕地の半分近くだが、農業産出額の中では13%（2002年（平成14年））にとどまる。
- 産業別就業者数

| 第1次産業 | 1,048人 |
| 第2次産業 | 218人   |
| 第3次産業 | 900人   |

### 立地企業
- 倉島乳業株式会社仁木工場（西町3）
- カナモト 余市営業所（北町10）
- 五共ハイヤー（北町1）
- 有限会社自然農園（東町13）
- ケミカルソフト仁木工場（然別）
- 北進鉱業（然別国有林）
- ビクトリーポーク仁木農場（長沢南）
- NIKI Hills Winery（旭台）

### 農協
- 新おたる農業協同組合（JA新おたる）本所（北町3）、銀山事業所（銀山2）

### 金融機関
- 北海道信用金庫仁木支店（北町1）

### 郵便局
- 仁木郵便局（旧集配特定局、北町4）
- 銀山郵便局（旧集配特定局、銀山2）
- 然別簡易郵便局（然別）

※ 集配業務は余市郵便局が担当

### 宅配便
- ヤマト運輸：札幌主管支店仁木古平センター（余市町）
- 佐川急便：小樽営業所（小樽市）
- 日本通運：小樽支店（小樽市）

## 公共機関

### 警察
- 余市警察署仁木駐在所（北町6）※北町、西町、東町、南町、旭台、砥の川
- 余市警察署銀山駐在所（銀山2）※然別、大江、銀山、長沢南、長沢西、尾根内

### 消防
- 北後志消防組合仁木支署（西町1）

## 姉妹都市・提携都市

### 国内
- 川島町（徳島県）
  - 1974年（昭和49年）5月 - 姉妹町の盟約に調印。2004年（平成16年）10月1日の川島町の合併にともない解消。

徳島県の川島町が仁木村を作った仁木竹吉の出身地にあたることから、1974年（昭和49年）に姉妹町になった。川島町が合併して吉野川市の一部になったことに伴い、姉妹町関係は解消になった。

## 地域

### 人口
| |                                        |  |
| 仁木町と全国の年齢別人口分布（2005年） | 仁木町の年齢・男女別人口分布（2005年） |  |
| ■紫色 ― 仁木町 ■緑色 ― 日本全国 | ■青色 ― 男性 ■赤色 ― 女性              |  |
| 仁木町（に相当する地域）の人口の推移 \| 1970年（昭和45年） \| 6,468人 \| \| \| 1975年（昭和50年） \| 5,897人 \| \| \| 1980年（昭和55年） \| 5,467人 \| \| \| 1985年（昭和60年） \| 4,959人 \| \| \| 1990年（平成2年） \| 4,595人 \| \| \| 1995年（平成7年） \| 4,293人 \| \| \| 2000年（平成12年） \| 4,111人 \| \| \| 2005年（平成17年） \| 3,967人 \| \| \| 2010年（平成22年） \| 3,801人 \| \| \| 2015年（平成27年） \| 3,498人 \| \| \| 2020年（令和2年） \| 3,180人 \| \| |                                        |  |
| 総務省統計局 国勢調査より |                                        |  |
| 1970年（昭和45年） | 6,468人                                |  |
| 1975年（昭和50年） | 5,897人                                |  |
| 1980年（昭和55年） | 5,467人                                |  |
| 1985年（昭和60年） | 4,959人                                |  |
| 1990年（平成2年） | 4,595人                                |  |
| 1995年（平成7年） | 4,293人                                |  |
| 2000年（平成12年） | 4,111人                                |  |
| 2005年（平成17年） | 3,967人                                |  |
| 2010年（平成22年） | 3,801人                                |  |
| 2015年（平成27年） | 3,498人                                |  |
| 2020年（令和2年） | 3,180人                                |  |

### 教育
- 北海道芸術高等学校（東町5） -  2012年に閉校となった仁木商業高等学校跡地を利用して本校機能と共に清水町から移転した広域通信制の私立（恭敬学園が運営）高校。
- 仁木中学校（北町4）
- 仁木小学校（西町1）
- 銀山小学校（銀山2）
- 銀山中学校（銀山2）
- 大江小学校 （大江1）- 2011年閉校。跡地に「大江コミュニティセンター」が完成。

## 交通

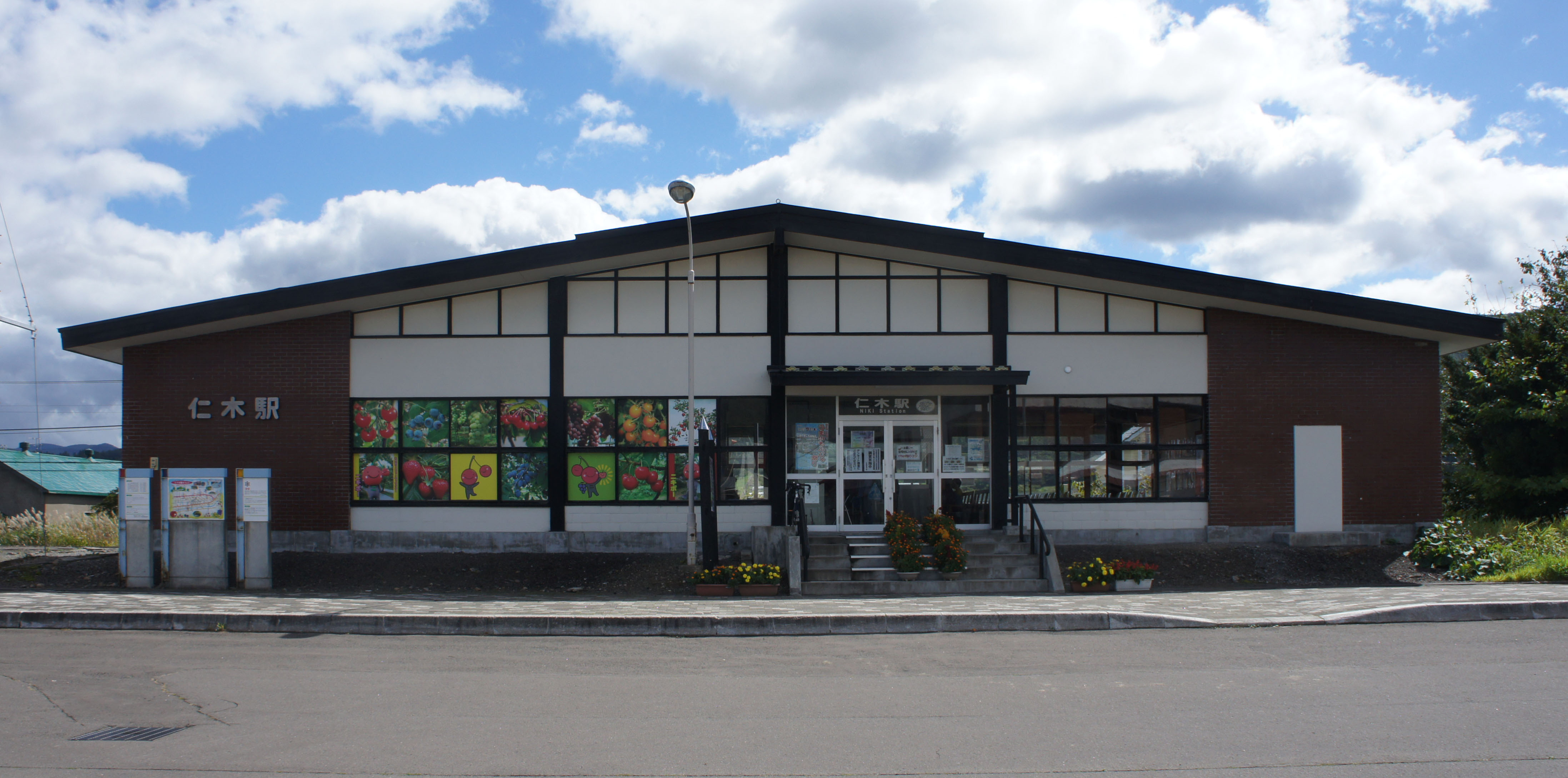
仁木駅

### 鉄道路線
- 北海道旅客鉄道 函館本線
  - 銀山駅 - 然別駅 - 仁木駅

建設中の北海道新幹線新函館北斗 - 札幌間開業後は町内を経由する予定であるが、駅や信号場は設置されない。

### バス
- 北海道中央バス（札樽線）、ニセコバス
  - 余市・小樽・札幌方面
  - 共和・岩内方面、
  - 倶知安・ニセコ方面

- 予約制バス「ニキバス」
  - 余市 - 然別・銀山・尾根内方面（旧・北海道中央バス銀山線）

### 道路
最も重要な道路は町を南北に通る国道5号で、北に余市町、小樽市を経由して札幌市に通じ、南には共和町と連絡して遠く函館市まで通じる。北の余市町の近くとは平地続きのため道路網が発達しているが、他の町村との連絡は経路が限られる。国道5号は稲穂峠の下の稲穂トンネルによって南の共和町に出る。稲穂峠に向かうため余市川を離れる国道5号からは、北海道道1022号仁木赤井川線が分岐して、なお東に余市川沿いに走り、隣の赤井川に入る。北海道道36号余市赤井川線は冷水峠によって赤井川村と余市町を結ぶもので、仁木町を通るのは冷水峠付近のごく一部である。余市川の左岸（西岸）を余市町から南に然別川まで通じるのが北海道道755号然別余市線で、この道道は北西に折れてポン然別川の上流にある然別の廃坑そばまで通じる。
- 高速自動車国道
  - E5A後志自動車道：仁木IC
- 一般国道
  - 国道5号（稲穂国道）
- 北海道道
  - 北海道道36号余市赤井川線
  - 北海道道455号仁木停車場線
  - 北海道道755号然別余市線
  - 北海道道1022号仁木赤井川線

## 通信
市外局番は0135（余市MA地域）。なお、同じ0135である岩内MA地域にかけるには、市外局番からかける必要がある。
市内局番は、主に仁木町中心部で32、銀山地区で33。

## 名所・旧跡・観光スポット・祭事・催事

### 文化財
- 大江神社旧神殿
- 開拓起源（古文書）
- 仁木村開祖者仁木竹吉翁遺稿集（古文書）
- 毛利家開墾事務所明治15年第2年報草稿（古文書）
- 大江村地史（古文書）
- 大江神社鳥居の掲額
- 山川瀧五郎氏記念碑 - 女代神社
- 仁木村開祖の碑 - 仁木神社
- 大江開祖粟屋貞一碑
- 開祖久保勘次郎翁之碑
- 鈴木駛郎翁頌徳碑
- 仁木神社境内の欅
- 大江神社境内の赤松群
- 無量寿寺境内の黒松
- 無量寿寺の公孫樹
- 仁玄寺境内の欅
- 女代神社境内の三幹杉（望郷樹）
- 長老「祝」りんご樹（果樹）
- 淨宣寺境内の公孫樹

### 観光
- 農村公園 フルーツパークにき（東町15）

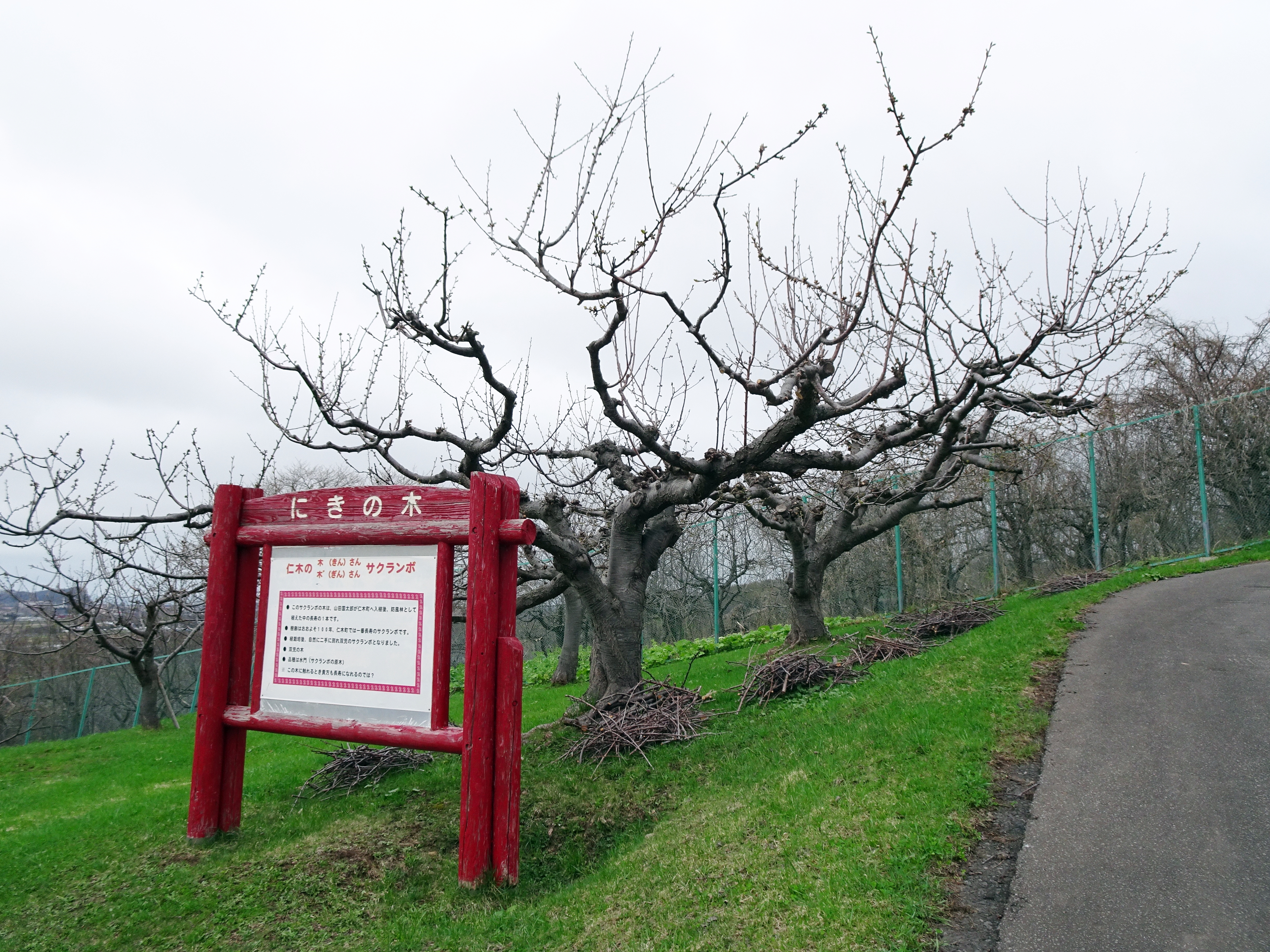
にきの木（農村公園 フルーツパーク）

- 北明山仁玄寺(北海道三十三観音霊場6番札所)（西町7）
- きのこ王国　仁木店（大江1）

### イベント
- さくらんぼフェスティバル[2]
- 仁木町うまいもんじゃ祭り[3]
- フルーツ＆ワインマラニック[4]

## 仁木町出身の有名人
- 笠谷幸生(1972年札幌オリンピックスキージャンプ金メダリスト)
- 東和広（元スキージャンプ選手）
- 東昭広（元スキージャンプ選手）
- 東輝（元スキージャンプ選手）